# Racing Santander

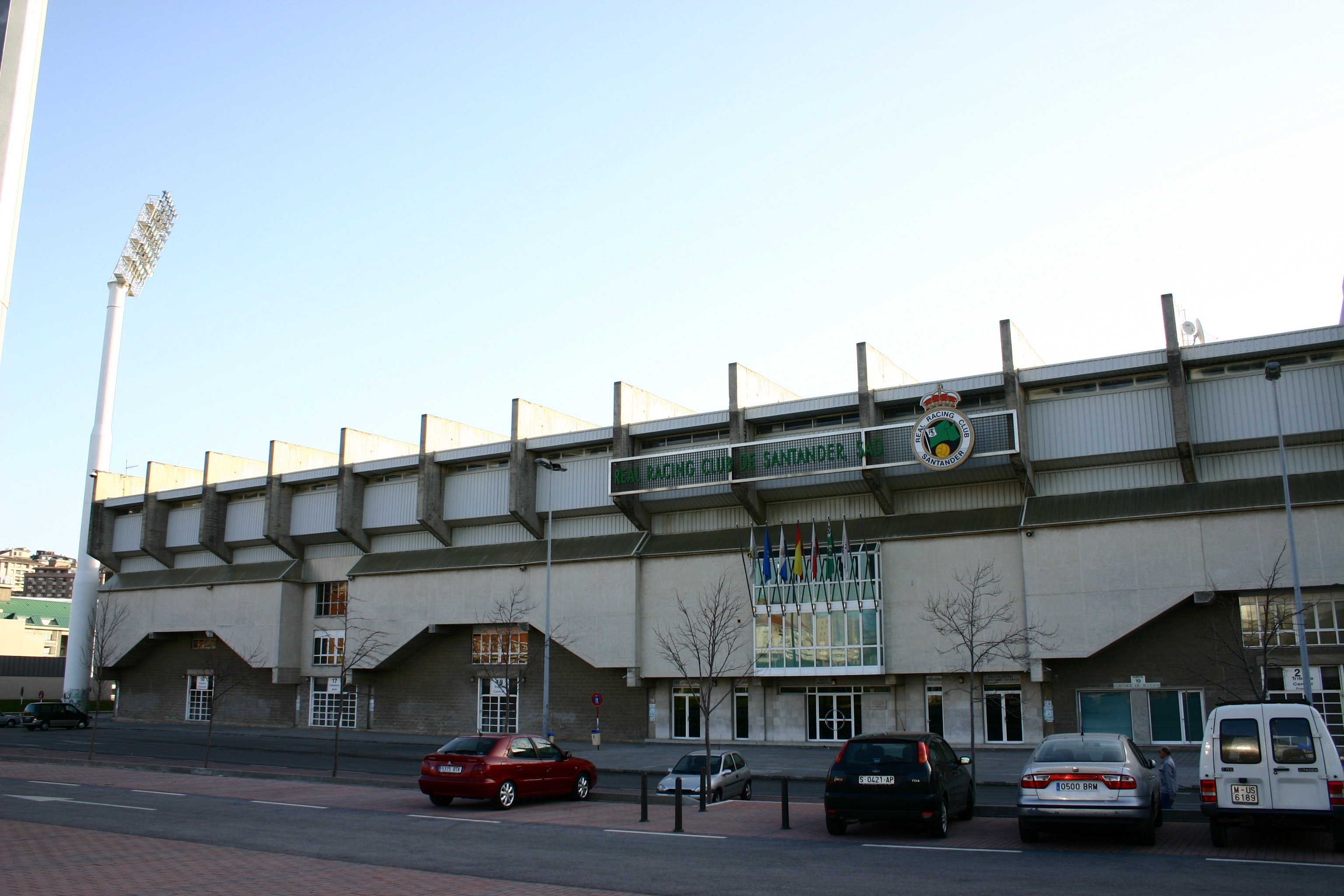
Campos de Sport del Sardinero

Der Real Racing Club de Santander, S.A.D., im deutschen Sprachraum allgemein bekannt als Racing Santander, ist ein spanischer Fußballverein (Sport-Aktiengesellschaft) mit Sitz in Santander, Kantabrien. Er wurde am 14. Juni 1913 gegründet und erhielt 1914 das Attribut Real (dt. Königlich).

## Geschichte
Racing gehörte in der Saison 1928/29 zu den Gründungsmitgliedern der Primera División, belegte in der Saison den letzten Platz, stieg aber nicht ab. 1931 wurde der Klub Vizemeister hinter Athletic Bilbao, der bis heute größte Erfolg in der Vereinsgeschichte.
Von 1941 bis 1973 firmierte der Verein unter der Bezeichnung Real Sociedad Deportiva Santander, da ein franquistisches Dekret befohlen hatte, alle nicht-spanischsprachigen Namensbestandteile zu entfernen.
In der Saison 2007/08 absolvierte Racing seine 40. Spielzeit in der Primera División. Am Ende der Saison 2011/12 stieg Racing als Tabellenletzter in die Segunda División ab. In der Spielzeit 2012/13 folgte der Absturz in die drittklassige Segunda División B. Auf den sofortigen Wiederaufstieg in der folgenden Spielzeit, folgte in der Saison 2014/15 der erneute Abstieg. Trotz eines ersten und eines zweiten Platzes in den anschließenden Spielzeiten in der Segunda División B scheiterte das Team jeweils in den Play-offs am Aufstieg. Der erneute Aufstieg gelang Racing erst in der Saison 2018/19, gefolgt von einem erneuten sofortigen Abstieg in der Saison 2019/20. Dieses Mal gelang ihnen im Jahre 2022 der erneute Aufstieg und der Gewinn der Meisterschaft der Segunda División B durch ein 3:0 über den FC Andorra.

## Stadion
Racing Santander trägt seine Spiele im städtischen Stadion Campos de Sport de El Sardinero, kurz „El Sardinero“, aus. Das Stadion befindet sich am Rand des gleichnamigen Stadtteils El Sardinero, der außerdem für seine weitläufigen Sandstrände bekannt ist. Das heutige Stadion wurde am 20. August 1988 eingeweiht und ersetzte ein gleichnamiges älteres Stadion, das unmittelbar in der Nähe gelegen hatte. El Sardinero ist heute ein reines Sitzplatzstadion und bietet 22.500 Zuschauern Platz. Es beherbergt auch die Verwaltung des Vereins.

## Ehemalige Spieler
- Nelson Abeijón
- Mutiu Adepoju
- José Amavisca
- Dudu Aouate
- Khouma Babacar
- Javier Balboa
- Edu Bedia
- Yossi Benayoun
- Vladimir Beschastnykh
- Rodolfo Bodipo
- Sergio Canales
- Javier Casquero
- Thomas Christiansen
- Stéphane Dalmat
- Vítor Damas
- Damià
- Luis "Pirata" Fuente
- Francisco Gento
- Frode Grodås
- Erwin Lemmens
- Federico Magallanes
- Marquitos
- Olof Mellberg
- Felipe Melo
- Miguel Muñoz
- Mehdi Nafti
- Mario Regueiro
- Markus Rosenberg
- Sigurd Rushfeldt
- Salva
- Santillana
- Víctor Sánchez
- Lionel Scaloni
- Marcel Sabou
- László Sepsi
- Anderson Silva
- Euzebiusz Smolarek
- Gerardo Torrado
- Ángel Vivar Dorado
- Nikola Žigić

## Trainer
- Vicente Miera (1994–1996)
- Gregorio Manzano (2000–2001)
- José Alberto López (2022–)